# Unschuldige Lügen
Unschuldige Lügen ist ein britisch-französischer Thriller aus dem Jahr 1995. Die Handlung beruht auf dem Roman Kurz vor Mitternacht von Agatha Christie.

## Handlung
Im Jahr 1938 wird in einer südfranzösischen Kleinstadt der britische Detektiv Joe Green ermordet. Die Behörden vermuten Selbstmord, aber Alan Cross, der Freund des Getöteten, glaubt nicht daran. Cross und seine Tochter kommen, um an der Bestattungsfeier teilzunehmen. Anschließend stellt Cross Nachforschungen an.
Die Spur führt ihn zu Lady Helena Graves, die mit Green eine Affäre gehabt haben soll. Ihre Tochter Celia Graves ist mit Christopher Wood verlobt. Cross findet Celia attraktiv und ist von der Frau fasziniert. Lady Helena wird getötet. Es stellt sich heraus, dass Celia ein Verhältnis mit ihrem Bruder Jeremy haben konnte.

## Kritiken
- Geoffrey D. Roberts schrieb auf MovieFreak.com, dass die Leistungen der Darsteller nicht herausragend seien. Die Darstellung von Adrian Dunbar sei klischeehaft. Roberts lobte nur das Spiel von Gabrielle Anwar.[1]